# El desert pintat
El desert pintat (títol original: Painted Desert) és un western de 1938 dirigit per David Howard i protagonitzada per George O'Brien i Laraine Day (anomenada encara "Laraine Johnson"). Està doblada al català.
La pel·lícula és una nova versió de The Painted Desert, protagonitzada per William Boyd i amb una aparició primerenca de Clark Gable en un paper secundari important. La pel·lícula es va rodar parcialment a Red Rock Canyon, un lloc de rodatge popular durant les dècades de 1930 i 1940, amb una multitud de Westerns B que s'hi van rodar.

## Argument
En Bob, un jove ramader, compra una mina a la seva terra arrendada per evitar-ne el funcionament. No obstant això, les mostres assenyalen que hi ha un valuós jaciment de minerals, així que ell i la Carol, la néta del descobridor de la mina, que s'ha vist obligat a vendre-la a un lladre, inicien les seves operacions. Fawcett, el lladre, planeja recuperar la mina, però és enganyat a cada moment.

## Repartiment
- George O'Brien com Bob McVey
- Laraine Johnson com Miss Carol Banning
- Ray Whitley com Steve
- Stanley Fields com Bill
- Maude Allen com Yukon Kate
- Fred Kohler com Hugh Fawcett
- Lloyd Ingraham com Charles M. Banning
- Harry Cording com Burke
- Max Wagner com Kincaid
- Lee Shumway com Bart Currie
- William V. Mong com atracador